# Damiris Dantas
Damiris Dantas do Amaral (ur. 17 listopada 1992 w Ferraz de Vasconcelos) – brazylijska koszykarka występująca na pozycji środkowej, reprezentantka kraju, aktualnie zawodniczka  Minnesoty Lynx w WNBA.

## Osiągnięcia
Stan na 1 października 2019, na podstawie, o ile nie zaznaczono inaczej.

### Drużynowe
- Mistrzyni Brazylii (2015)

### Indywidualne
- Liderka strzelczyń ligi brazylijskiej (2016, 2017)

### Reprezentacja
Drużynowe
- Mistrzyni Ameryki:
  - 2011
  - Południowej (2010, 2013)
  - Południowej U–18 (2009)
- Wicemistrzyni Ameryki U–18 (2010)
- Brązowa medalistka:
  - mistrzostw:
    - Ameryki (2013, 2019[4])
    - świata U–19 (2011)

  - igrzysk panamerykańskich (2011)
- Uczestniczka:
  - igrzysk olimpijskich (2012 – 9. miejsce, 2016 – 11. miejsce)
  - mistrzostw świata:
    - 2014 – 11. miejsce
    - U–19 (2009 – 9. miejsce, 2011)

Indywidualne
- MVP mistrzostw:
  - Ameryki Południowej (2013)
  - świata U–19 (2011)
- Zaliczona do I składu mistrzostw:
  - Ameryki:
    - 2019
    - Południowej (2013)

  - świata U–19 (2011)
- Liderka:
  - strzelczyń mistrzostw świata U–19 (2011)
  - mistrzostw świata U–19 w zbiórkach (2011)